# Björnstorps torg
Björnstorps torg  är en bebyggelse i Gödelövs socken i Lunds kommun, en knapp halvmil norr om Genarp, längs vägen mot Björnstorps slott.
SCB avgränsade 1990 en småort med namnet Björnstorps torg. Till nästa avgränsning 1995 hade orten växt i både yta och befolkning. År 2000 hade den 89 invånare över 12 hektar. Vid avgränsningen 2005 räknades inte längre Björnstorps torg som en småort. År 2010 blev det åter en småort på denna plats med namnet Björnstorp, precis som en annan småort i Lunds kommun. Vid avgränsningen 2020 var antalet bofasta färre än 50 och småorten avregisterades.
Den andra småorten Björnstorp ligger norr om slottet vid den nedlagda järnvägen mellan Malmö och Simrishamn.